# بييرو دياس
بييرو دياس (بالإنجليزية: Pêro Dias) كان مستكشفًا برتغاليًا للساحل الأفريقي.